# Бернардон (Падова)
Бернардон је насеље у Италији у округу Падова, региону Венето.
Према процени из 2011. у насељу је живело 47 становника. Насеље се налази на надморској висини од -1 м.